# Legea
Леђеа (итал. Legea) је италијански мултинационални произвођач спортске опреме са седиштем у граду Помпеи. Основао га је Giovanni Acanfora, Emilia Acanfora, Luigi Acanfora 1993. године. Представља један од најпопуларнијих брендова међу аматерским италијанским фудбаским тимовима. Последњих година и фудбалски тимови у главним фудбалским лигама Европе такође носе ову опрему.

## Тренутна спонзорства

### Олимпијски комитети
БИХ — Босна и Херцеговина

## Кошарка

### Национални тимови
КИП — Кипар

## Фудбал

### Азија
ПАЛ — Палестина

### Америка
СВГ — Сент Винсент и Гренадини

### Европа
ГИБ — Гибралтар
 ЦГ  — Црна Гора